# Euproctis hagna
Euproctis hagna är en fjärilsart som beskrevs av Collenette 1938. Euproctis hagna ingår i släktet Euproctis och familjen tofsspinnare. Inga underarter finns listade i Catalogue of Life.